# Heinz Fleischer
Heinz Fleischer (* 28. März 1920 in Zwickau; † 25. Juni 1975 ebenda) war ein deutscher Maler, Grafiker und Textilgestalter. Er war für seine Holzschnitte und neue Techniken mit Holzschnitten bekannt. 

## Leben und Werk
Fleischer machte nach dem Schulbesuch in Zwickau eine Schlosserlehre und arbeitete danach als Bauschlosser. 1939 wurde er in Kiel zum Arbeitsdienst verpflichtet, 1940 zum Kriegsdienst eingezogen. 1944 erlitt er an der Ostfront eine schwere Verletzung. 1945 geriet er in englische Kriegsgefangenschaft, in der er erste Zeichenversuche unternahm. Nachdem er 1946 nach Zwickau zurückgekommen war, heiratete er Ilse Burkhardt und begann er als Künstler selbständig zu arbeiten. Er blieb jedoch sein Leben lang Autodidakt. Außer Holzschnitt-Folgen, die sich an Frans Masereel orientierten, schuf Fleischer Ölgemälde, Aquarelle, Zeichnungen und einige baugebundene Werke und seit 1953 zahlreiche Lithografien. Ab 1954 gestaltete er farbige textile Wandbehänge mit großformatigen Farb-Holzschnitten in einer von ihm selbst entwickelten Technik. Bevorzugte Bildthemen Fleischers waren Porträts, Zirkusszenen und religiöse Motive. 1954 verlor er durch ein Hochwasser sein gesamtes Frühwerk.
Fleischer war Mitglied im Verband Bildender Künstler der DDR und im Zwickauer Künstlerbund, dessen Vorsitz er zeitweilig innehatte.
Mit Wolfgang Berndt, Alfred Tröger, Karl-Heinz Schuster, Albert Schwarz, Erich Schulz und Carl Michel war er Mitglied der losen Zwickauer „Gruppe 1950“. Diese schrieb im Katalog ihrer Ausstellung 1950: „Deren Streben und Ziel ist es: an ihrem Platz ehrlich ihrer Berufung zu folgen und fortschrittlich zu wirken für die Beziehung zwischen Künstler und Gesellschaft.“
Fleischer starb nach langer Krankheit.

## Ehrungen
- 1950: Max-Pechstein-Preis der Stadt Zwickau (für die Grafik-Folge „Die Sinfonie“)
- 1950: Grafik-Preis des FDGB (für die Holzschnitt-Reihe „Die Grube“)

## Werke (Auswahl)

### Druckgrafik
- Demonstration (Holzschnitt; auf der 3. Ausstellung Erzgebirgischer Künstler in Freiberg)[4]

- Werft (Holzschnitt)[5][6]
- Fischerboote (Holzschnitt)[7]
- Die Straße (vor 1951, Holzschnitt, Teil einer Serie von 4 Arbeiten)[8]
- Totentanz (Holzschnitte-Folge; publiziert als Handdruck der Hahn Presse; Galerie Henning, Halle/Saale; Kreuz-Verlag, 1956)[9]
- Der Maler (Holzschnitt; Lindenau-Museums, Altenburg/Thüringen)[10]
- Schachtanlage (Holzschnitt, 37 × 27 cm; auf der Vierten Deutschen Kunstausstellung)[11]
- Landschaft mit Zeche (Holzschnitt)[12]
- Die Wahrheit (1959, kolorierter Holzschnitt; Schlossmuseum Sondershausen)[13]
- Christus und seine Jünger (1962, 13 Linolschnitte)

### Zeichnungen
- Hochseeschlepper (vor 1951, Pinselzeichnung)[14]

## Ausstellungen (unvollständig)

### Einzelausstellungen
- 1953: Halle/Saale, Galerie Hennig[15]

- 1955: Zwickau, Städtisches Museum (Wandbehänge und farbige Grafik)
- 1956: Karl-Marx-Stadt, Museum am Theaterplatz (Holzschnitte)
- 1956: Halle/Saale, Galerie Henning (Holzschnitte)
- 1958: Freiberg, Stadt- und Bergbaumuseum (Wandbehänge)
- 1961: Meiningen, Meininger Museen
- 1995: Zwickau, Städtisches Museum (Holzschnitte 1947 – 1957)
- 2010: Chemnitz, Kunstverein
- 2020: Zwickau, Galerie am Domhof (Retrospektive)

### Ausstellungsbeteiligungen
- 1948: Zwickau, Städtisches Museum („Schau der Jüngsten. Maler, Graphiker, Bildhauer“)

- 1948: Freiberg, Stadt- und Bergbaumuseum („3. Ausstellung Erzgebirgischer Künstler“)[16]

- 1948: Glauchau, Stadt- und Heimatmuseum Glauchau („Mittelsächsische Kunstausstellung“)[17]
- 1949: Glauchau, Stadt- und Heimatmuseum („Frühjahrs-Kunstausstellung 1949“ des Zwickauer Künstlerkreises)

- 1949 und 1958: Dresden, 2. und Vierte Deutsche Kunstausstellung
- 1950: Zwickau, Städtisches Museum („Gruppe 1950“)[18]
- 1954: Zwickau, Städtisches Museum („Künstler aus Zwickau“)[19]
- 1974: Berlin, Altes Museum („25 Jahre Graphik in der DDR. 1949-1974“)
- 1979: Berlin, Altes Museum („Weggefährten – Zeitgenossen. Bildende Kunst aus 3 Jahrzehnten “)
- 1984/1985 Karl-Marx-Stadt, Städtisches Museum am Theaterplatz („Retrospektive 1945 – 1984. Bildende Kunst im Bezirk Karl-Marx-Stadt“)